# Neocrepidodera precaria
Neocrepidodera precaria là một loài bọ cánh cứng trong họ Chrysomelidae. Loài này được Baselga & Novoa miêu tả khoa học năm 2005.